# Rivolto (Codroipo)
Rivolto (Rivòlt in friulano) è una frazione del comune di Codroipo e situato a circa 20 km ad ovest di Udine, 5 km ad est di Codroipo e dal fiume Tagliamento. È noto soprattutto per essere sede dell'omonimo Aeroporto di Rivolto, base della pattuglia acrobatica nazionale delle Frecce Tricolori.

## Storia
Rivolto fu comune autonomo (il codice ISTAT era 030816) sino al 15/06/1928, dopodiché venne soppresso e inglobato nel comune di Codroipo.

## Curiositá
Rivolto è stata nominata nel film Io sono nessuno uscito nelle sale nel 2021.